# Мене тјера неки враг
Мене тјера неки враг је други студијски албум Жељка Бебека. Албум садржи 10 песама чији је хит. насловна нумера. Изашао је 1984. у издању ПГП РТБ. Непосредно након изласка, Бебек званично напушта Бијело дугме.

## О албуму
На стварању овог албума је учествовало више познатих музичара. Међу њима су Алка Вуица, Саша Хабић, Ипе Ивандић, Лаза Ристовски итд.

## Списак песама
| №   | Назив                 | Трајање |  |
| 1.  | Она је била врела     | 3:45    |  |
| 2.  | Имам само тебе        | 4:14    |  |
| 3.  | Мене тјера неки враг  | 3:20    |  |
| 4.  | Ноћас плаћам дупло    | 2:30    |  |
| 5.  | Нисам тај             | 5:50    |  |
| 6.  | Хеј царице            | 2:43    |  |
| 7.  | Мала моја, да ли знаш | 3:03    |  |
| 8.  | Као април на истоку   | 3:30    |  |
| 9.  | Помоли се још једном  | 5:16    |  |
| 10. | Како тужна прича      | 2:28    |  |